# Asplenium foreziense
Espèce
Asplenium foreziense est une espèce de fougères de la famille des Aspleniaceae.

## Description
Cette petite fougère mesure de 15 à 30 cm de hauteur.
Les spores apparaissent de juillet à septembre.

## Distribution
Cette fougère originaire d'Auvergne s'est répandue jusqu'en Afrique du Nord et à l'est en Alsace et en Rhénanie. Elle a été introduite au XIXe siècle en Belgique et en Hollande.

## Habitat
Elle vit sur les roches siliceuses et les amas de pierre.